# Хлодвиг II
Хлодвиг II (фр. Clovis II; 633 или 634 — между 11 сентября и 16 ноября 657) — правивший Нейстрией и Бургундией в 639—657 годах король франков из династии Меровингов.
Сын Дагоберта I и королевы Нантильды (Нантехильды).
Имя Хлодвиг переводится с франкского как «Прославленный в боях».

## Биография

### Майордомы Нейстрии
К моменту смерти отца Хлодвиг II, которому было 5 лет, не имел возможности править самостоятельно, но, как и положено по обычаю, все воины Нейстрии и Бургундии возвели его на престол на вилле Мале-ле-Руа, около Санса. Хотя мать маленького короля — Нантильда — и сохраняла какое-то моральное влияние, можно утверждать, что реальная власть в королевстве принадлежала майордому. Личные качества двух нейстрийских майордомов, последовательно занимавших этот пост, способствовали тому, что некоторое время сохранилось преобладание Нейстрии над Австразией, как было и во времена Дагоберта I.
Майордом Эга, назначенный ещё Дагобертом, до самой своей смерти в 641 году оставался хорошим управляющим и миротворцем. В особенности надо отметить его согласие разделить со знатными людьми Австразии, выступавшими в качестве уполномоченных Сигиберта III, сокровища Дагоберта I, а также возвратить аристократам обоих королевств части конфискованного у них имущества. Что касается Эрхиноальда, майордома Нейстрии (641—658), то он по утверждениям современников «был полон мягкости и доброты, чужд спеси и стяжательства, а богатств нажил не много». Этот Эрхиноальд купил англосаксонскую рабыню Батильду (Балтхильда), разумную и привлекательную женщину, и затем отдал её Хлодвигу, а тот женился на ней в 648 году.

### Обстановка в Бургундии

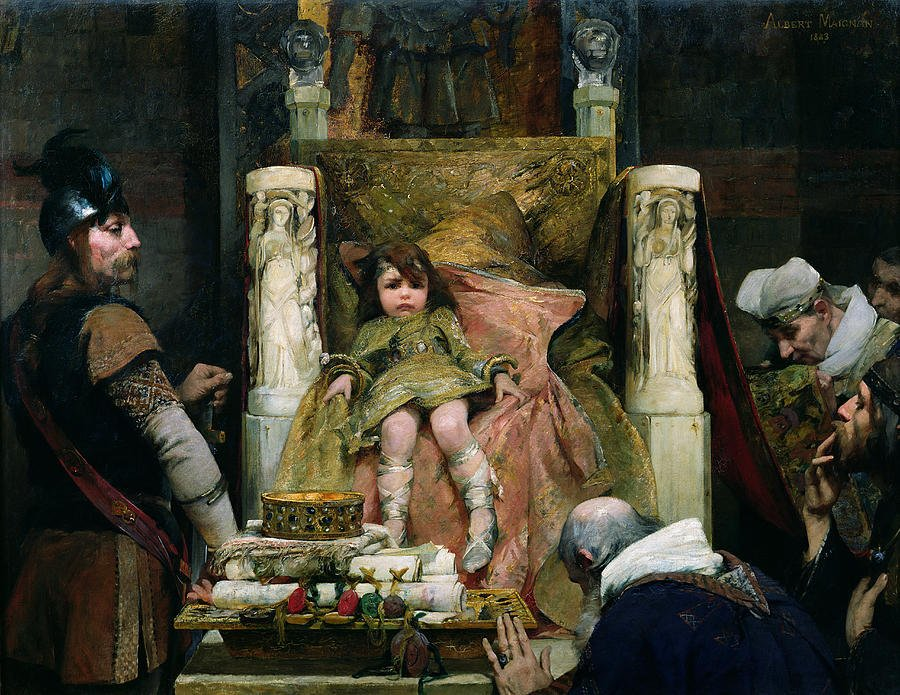
Оммаж Хлодвигу II

По сути, трудности вызывала лишь ситуация в Бургундии. Там со времени смерти Варнахара II в 626 или 627 году, ни один майордом не был назначен. Поэтому местная знать, как светская, так и церковная держались независимо. Епископы выкраивали вокруг своих городов настоящие автономные государства, а патриций (этот титул, унаследованный от античных времен и имевший реальное военное содержание, сохранил своё употребление в Бургундии и Провансе) Виллебад, бывший одним из предводителей самостоятельного бургундского войска, которого в своё время Дагоберт I посылал в Гасконь, выкроил себе целое княжество между Лионом и Валансом. Королева Нантильда попыталась навязать и тем, и другим франкского майордома Флаохада, женатого на её племяннице Рагноберте, во время ассамблеи 642 года в Орлеане. Флаохад поспешил заверить знатных людей Бургундии в том, что будет уважать «их имущество и почётные звания», но Виллебад встал во главе «национальной» партии, враждебной франку. Между этими двумя противниками вспыхнула отчаянная борьба.

### Смерть королевы Нантильды, патриция Виллебада и майордома Флаохада

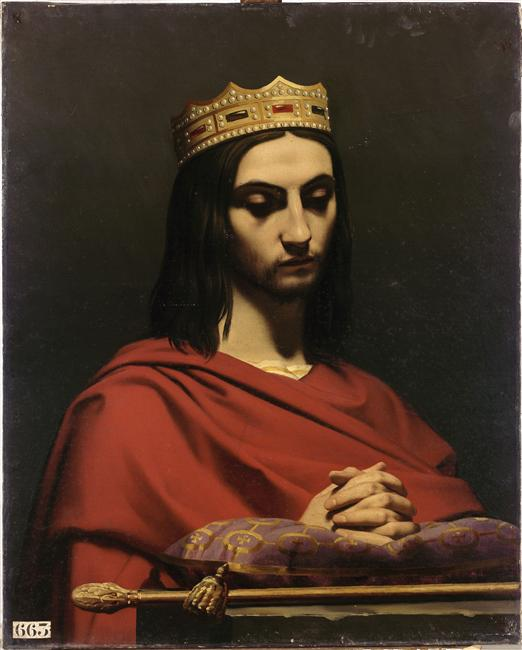
Хлодвиг II — король Австразии, Нейстрии и Бургундии. Картина Эмиля Синьоля, 1843 г.

В 642 году умерла королева Нантильда. В сентябре того же года Хлодвиг, вместе со своим майордомом Эрхиноальдом и майордомом Бургундии Флаохадом, с которым Эрхиноальд был в дружеских отношениях, отправились в Отен. Там король Хлодвиг приказал патрицию Виллебаду явиться перед ним, но тот подозревал, что там его собираются убить. Поэтому он собрал большое войско во всех своих владениях и отправился в Отен в их сопровождении. Там между двумя враждующими группировками разразилось настоящее сражение, в котором пало много как франков, так и бургундов. Был убит и сам Виллебад. Флаохад же оставил Отен и двинулся в Шалон, где он заболел лихорадкой и умер спустя 11 дней после смерти Виллебада.

### Жизнь и смерть Хлодвига

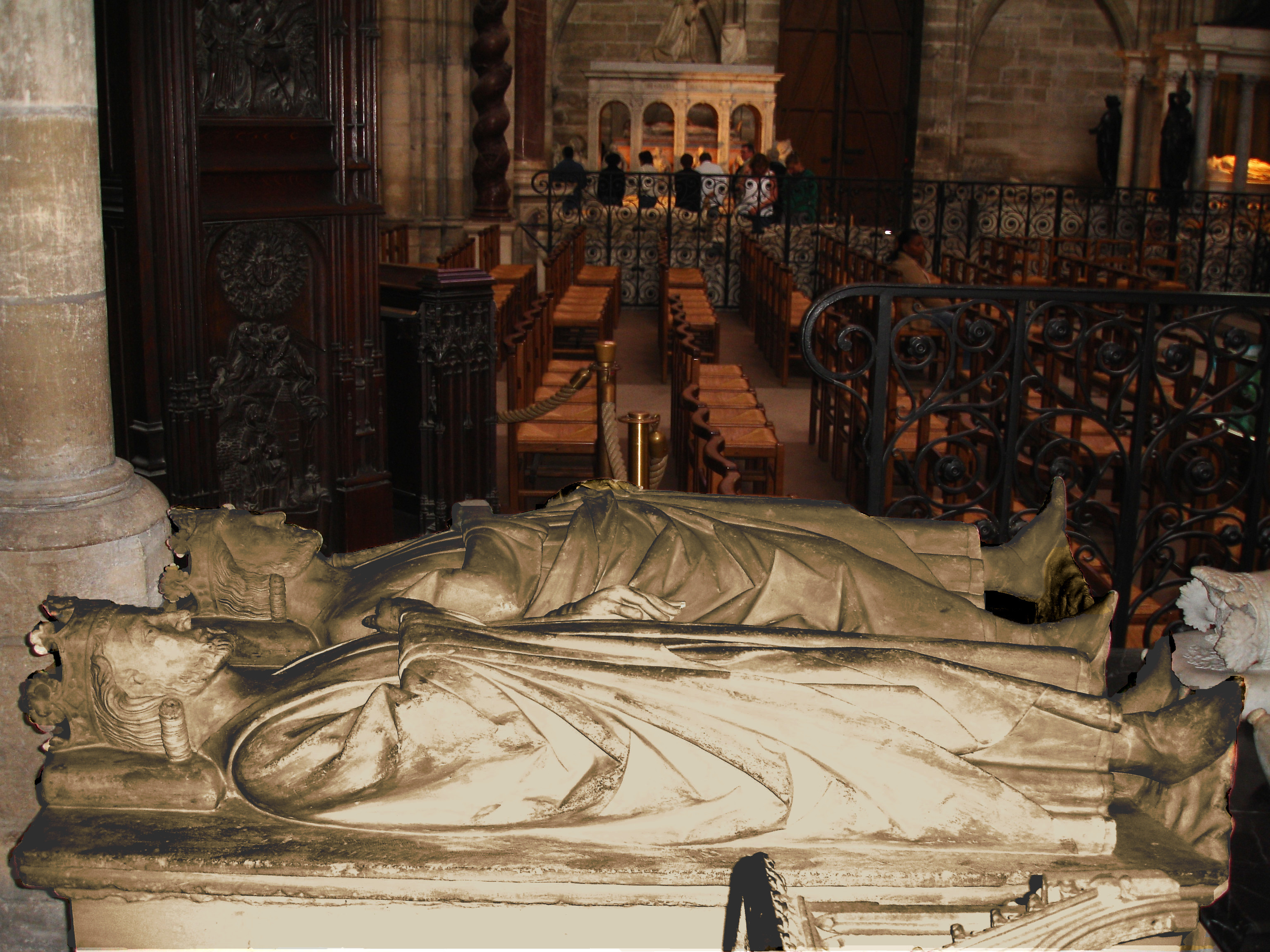
Надгробие Хлодвига II в Сен-Дени (на переднем плане)

Хлодвиг II правил 18 лет. Он стал одним из худших «ленивых королей», воспетых в сказках про не самых лучших правителей, в чьи обязанности входило только гордо восседать на троне во время официальных приёмов, ставить королевскую печать в поднесённые документы и изредка совершать вояжи на осмотр владений.
Он был развратником, совратителем женщин, обжорой и пьяницей, а в последние годы своей жизни страдал психическими расстройствами. У него периодически случались помутнения рассудка и сильные судороги (по всей видимости, эпилепсия). Согласно легенде, Хлодвиг был первым королём франков, который ездил в карете. До него все короли передвигались только верхом. Умер Хлодвиг между 11 сентября и 16 ноября 657 года. По другой версии известна точная дата его смерти — 31 октября, на 24-м году жизни.

### Жена и дети
С 648 года — Батильда (Болдхильда), от брака с которой Хлодвиг II имел трёх сыновей:
- Хлотарь III
- Хильдерик II
- Теодорих III